# Sufete
Sufete (em fenício: špṭ) era a designação dada aos governantes máximos das cidades-estado fenícias e cartaginesas. Por vezes o termo refere-se especificamente aos magistrados supremos de Cartago, onde todos os anos eram eleitos dois a quatro sufetes para dirigirem o governo do estado cartaginês.
A palavra, que por vezes é escrita como suffete ou shophet, tem origem semita e aparece em várias línguas e culturas semitas além do fenício, nomeadamente no hebraico (shōphēṭ, plural: shophtim ou shoftim; lit.: "juiz"). O significado está sempre associado ao exercício do poder, quer executivo quer judicial.
Nas várias cidades-estado fenícias propriamente ditas, ou seja, das costas do que é hoje o Líbano e a Síria, bem como nas suas colónias espalhadas pelo Mediterrâneo, os sufetes eram magistrados não hereditários aos quais era entregue o governo. O historiador romano Tito Lívio menciona os sufetes na sua obra (XXVIII, xxxvii) e compara as suas funções e poderes do sufete de Cartago com a dos cônsules romanos (XXX, vii).
Os sufetes surgiram em Cartago no século V a.C.. A sua origem é obscura. Segundo alguns historiadores ela está associada à mudança de poder de monarcas hereditários para uma aristocracia de mercadores. Esta teoria pressupõe que Cartago foi realmente governada por uma monarquia entre a sua fundação no século VIII a.C. e a século V a.C., algo que é disputado por alguns académicos. Aparentemente, os sufetes eram eleitos (ou reeleitos) todos os anos e o seu número pode ter variado entre um e quatro, embora muitas fontes refiram que eram dois. Os sufetes cartagineses presidiram a um conselho de aristocratas e além das funções executivas tinham também a função de juízes supremos.